# Henk Baars
Henk Baars (Diessen, Hilvarenbeek, Brabant del Nord, 3 d'agost de 1960) va ser un ciclista neerlandès. S'especialitzà en el ciclocròs on aconseguí el Campionat del Món de 1990.

## Palmarès en ciclocròs
- 1989-1990
  -  Campió del món de ciclocròs
- 1992-1993
  -  Campió dels Països Baixos de ciclocròs

## Palmarès en ciclisme de muntanya
- 1989
  -  Campió dels Països Baixos en Camp a Través